# Eupithecia russeliata
Eupithecia russeliata là một loài bướm đêm trong họ Geometridae.